# Luqman Arnold
Luqman Arnold (* 16. April 1950 in Kalkutta) ist ein britischer Bankmanager und Investor.

## Leben
Luqman Arnold wurde 1950 als Sohn eines britischen Kolonialbeamten im Indian Civil Service und einer bengalischen Mutter in Kalkutta geboren. Er besuchte eine Privatschule in Oundle im Osten Englands. Anschließend arbeitete er auf der Farm seines Vaters in Australien und eignete sich daneben ökonomische Kenntnisse an, die schließlich zur Erlangung eines Abschlusses in Ökonomie der University of London führten. Seine Karriere begann er 1972 bei der First National Bank Dallas. Von 1976 bis 1982 arbeitete er bei der Bank Manufacturers Hanover in New York. 1982 trat Arnold in die Credit Suisse First Boston ein, wo er zum Chef des Bereichs Neugeschäft aufstieg. 1992 nahm er eine wissenschaftliche Auszeit und beschäftigte sich mit internationalen Finanzflüssen. 1993 ging er zur Banque Paribas. Arnold kam 1996 zur UBS und wurde dort 1999 Finanzchef. Nachdem Marcel Ospel Verwaltungsratspräsident wurde, übernahm Arnold das Amt des Konzernchefs. Nach einem Richtungsstreit mit Ospel verließ Arnold die UBS im Dezember desselben Jahres. Von 2002 bis 2004 war er CEO der britischen Bank Abbey National. Heute ist er Geschäftsführer der Investmentgesellschaft Olivant.
Arnold lebt in London, ist verheiratet und hat einen Sohn.